# Hypochrysops rufimargo
Hypochrysops rufimargo är en fjärilsart som beskrevs av Rothschild 1915. Hypochrysops rufimargo ingår i släktet Hypochrysops och familjen juvelvingar. Inga underarter finns listade i Catalogue of Life.